# Ретинол-зв'язувальний білок 4
Ретинол-зв'язувальний білок 4 (англ. Retinol binding protein 4) – білок, який кодується геном RBP4, розташованим у людей на короткому плечі 10-ї хромосоми.  Довжина поліпептидного ланцюга білка становить 201 амінокислот, а молекулярна маса — 23 010.
| 10         |  | 20         |  | 30         |  | 40         |  | 50         |
| ---------- |  | ---------- |  | ---------- |  | ---------- |  | ---------- |
| MKWVWALLLL |  | AALGSGRAER |  | DCRVSSFRVK |  | ENFDKARFSG |  | TWYAMAKKDP |
| EGLFLQDNIV |  | AEFSVDETGQ |  | MSATAKGRVR |  | LLNNWDVCAD |  | MVGTFTDTED |
| PAKFKMKYWG |  | VASFLQKGND |  | DHWIVDTDYD |  | TYAVQYSCRL |  | LNLDGTCADS |
| YSFVFSRDPN |  | GLPPEAQKIV |  | RQRQEELCLA |  | RQYRLIVHNG |  | YCDGRSERNL |
| L          |  |            |  |            |  |            |  |            |

A: Аланін

C: Цистеїн

D: Аспарагінова кислота

E: Глутамінова кислота

F: Фенілаланін

G: Гліцин

H: Гістидин

I: Ізолейцин

K: Лізин

L: Лейцин

M: Метіонін

N: Аспарагін

P: Пролін

Q: Глутамін

R: Аргінін

S: Серин

T: Треонін

V: Валін

W: Триптофан

Задіяний у такому біологічному процесі як транспорт. 
Білок має сайт для зв'язування з ретинолом. 
Секретований назовні.